# Експерт
Експерт (синоними зналац и стручњак) означава особу која има велико искуство, знање и вештину у ономе што ради. Када је потребан савет за неку пословну радњу, експерт је тај чије се мишљење највише цени. Експерти су углавном у току свог живота долазили у различите ситуације у којима је требало рационално деловати и због тога они имају искуство у доношењу битних одлука.